# Salmijärvi (sjö i Kuhmo, Kajanaland)
Salmijärvi är en sjö i kommunen Kuhmo i landskapet Kajanaland i Finland. Sjön ligger 194,6 meter över havet. Arean är 57 hektar och strandlinjen är 7,82 kilometer lång. Sjön  ingår i Uleälvens huvudavrinningsområde.   Den ligger omkring 99 kilometer öster om Kajana och omkring 540 kilometer nordöst om Helsingfors. 